# Морфей и Ирида
«Морфей и Ирида» — картина французского художника Пьера Нарсиса Герена из собрания Государственного Эрмитажа.
Художник использовал сюжет из античной мифологии, но не иллюстрировал какое-либо конкретное сказание: автор изобразил как посланница Юноны богиня радуги Ирида на облаке спускается к богу сна Морфею. Барельефы на ложе Морфея являются иллюстрациями двух мифов: слева Гермес нападает на усыпленного Морфеем Аргуса, охраняющего нимфу Ио из первой книги «Метаморфоз» Овидия ; справа Гера обнимает спящего Зевса из XIV песни «Илиады» Гомера.
Картина написана в Париже в 1811 году по заказу князя Н. Б. Юсупова. Известны два предварительных эскиза картины. Первый находится во Дворце изящных искусств в Лилле и является рисунком карандашом на промасленной бумаге, здесь, в отличие от эрмитажной картины, Ирида изображена летящей над облаками с поднятыми руками; на обороте этого рисунка сделан черным и белым мелом подготовительный набросок к картине «Аврора и Кефал». Второй эскиз хранится в городском музее изящных искусств Валансьенна и представляет собой рисунок пером, здесь уже концепция рисунка полностью соответствует законченной картине.
Картина долгое время находилась в усадьбе князей Юсуповых в Архангельском, затем была перевезена в Санкт-Петербург и выставлялась в Юсуповском дворце на Мойке. После Октябрьской революции эта картина, в числе прочих произведений из собрания князей Юсуповых, была национализирована и в 1925 году поступила в Эрмитаж. С конца 2014 года выставляется в здании Главного штаба в зале 303.
Известно что Герен в том же 1811 году по заказу Юсупова написал парную картину «Аврора и Кефал», она находится в Музее изобразительных искусств имени А. С. Пушкина в Москве, а в Эрмитаже хранится эскиз к картине. Вариант этой картины есть в Лувре.

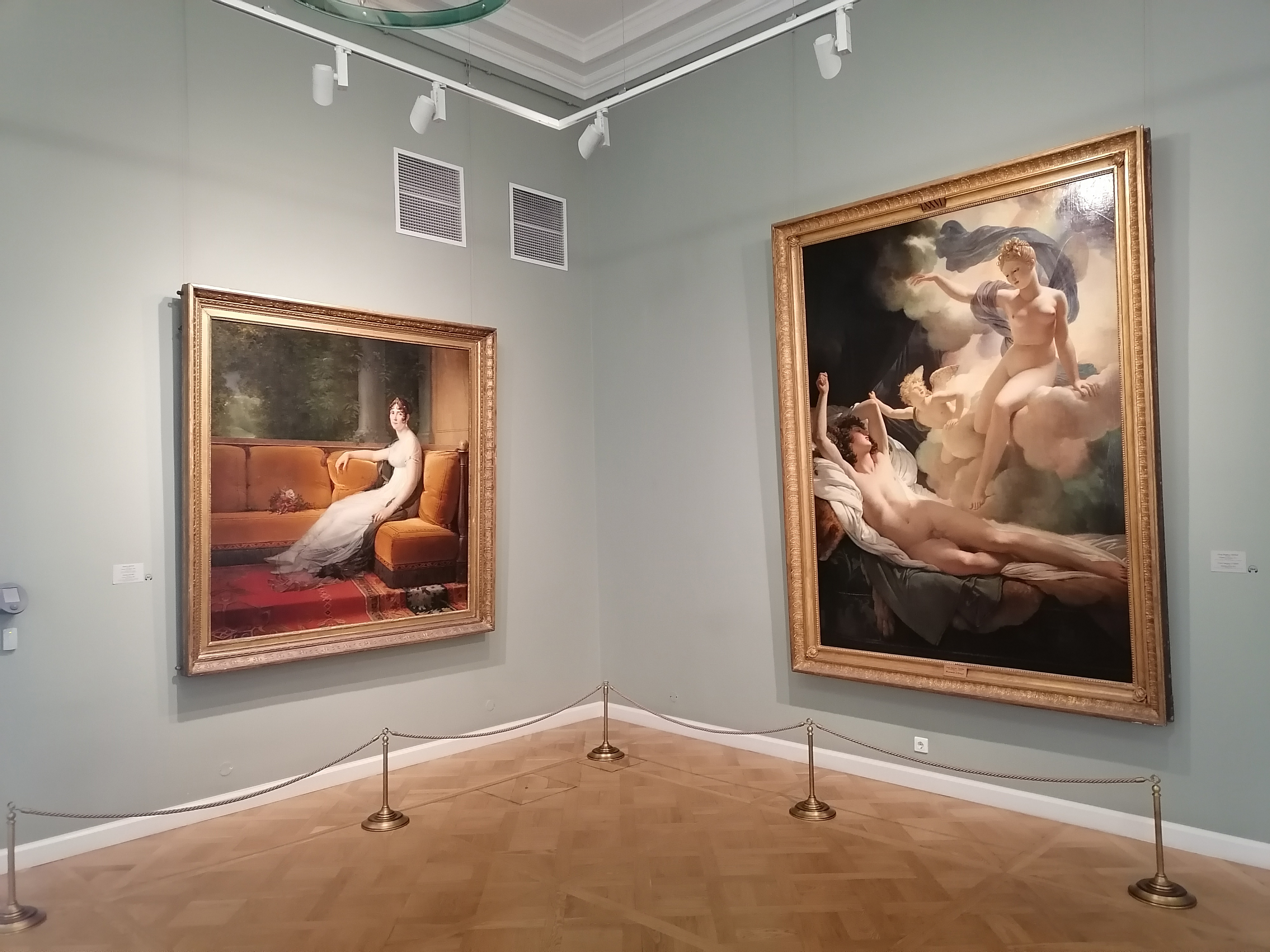
Картина в зале 303 здания Главного штаба
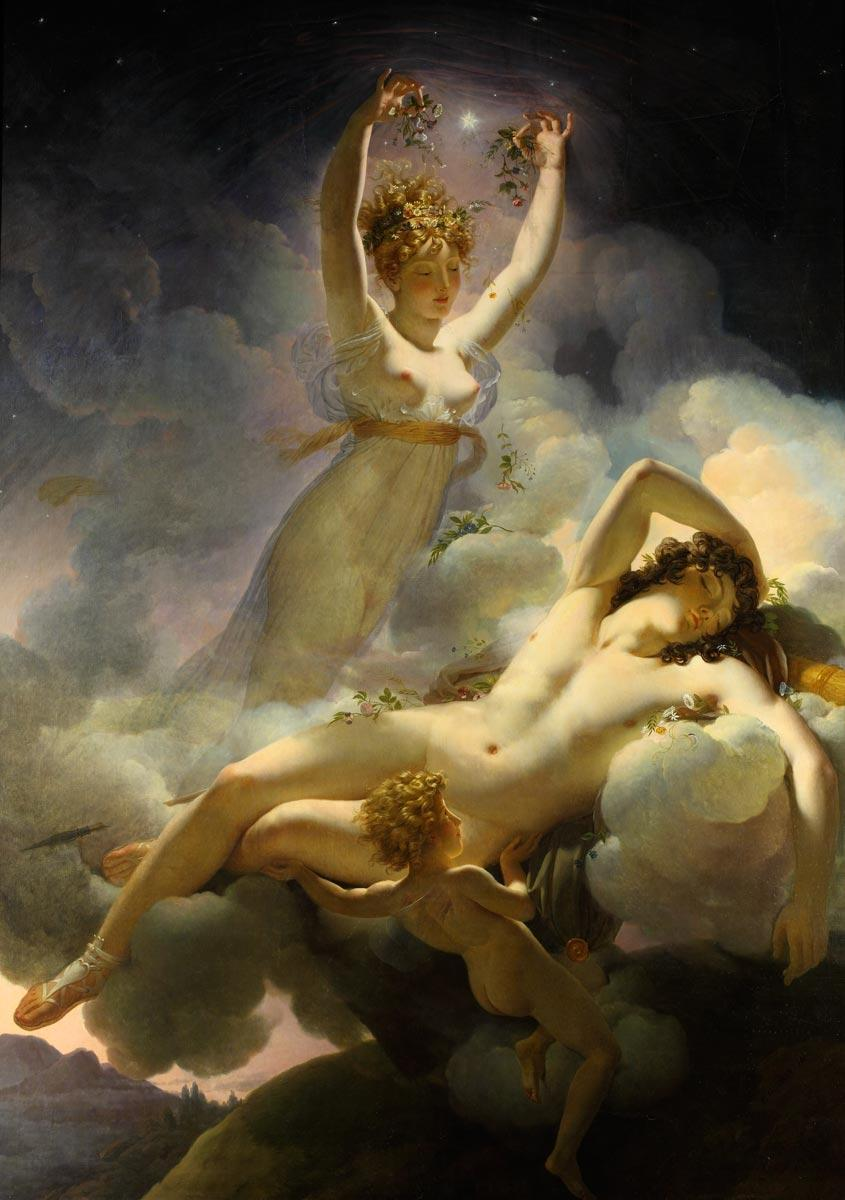
Герен. «Аврора и Кефал». 1811. Вариант из Пушкинского музея.